# Ogasawarana microtheca
Ogasawarana microtheca é uma espécie de gastrópode  da família Helicinidae.
É endémica de Japão.